# Rapture of the Deep tour
Rapture of the Deep tour – światowa trasa koncertowa Deep Purple, która trwała od 17 stycznia 2006 do 25 maja 2011, obejmująca 385 koncertów.
W 2006 trasa obejmowała 82 koncerty w Europie, 14 w Ameryce Południowej, 5 w Japonii,  12 w Oceanii i 1 w Indiach.
W 2007 trasa obejmowała 42 koncerty w Europie i 30 w Ameryce Północnej.
W 2008 trasa obejmowała 13 koncertów w Ameryce Południowej, 4 w Izraelu i 49 w Europie (jeden koncert w Europie został odwołany z powodu ulewnego deszczu).
W 2009 trasa obejmowała 10 koncertów w Ameryce Południowej, 1 na Bliskim Wschodzie, 6 w Japonii (w Japonii Deep Purple wspomógł Yngwie Malmsteen) i 56 w Europie.
W 2010 trasa obejmowała 1 koncert w Meksyku, 7 w Australii, 9 w Azji, 3 w Afryce Południowej i 59 w Europie.
W 2011 trasa obejmowała 4 koncerty w Meksyku i 14 w Europie.

## Program koncertów

### Wczesny rok 2006
1. "Pictures of Home"
2. "Things I Never Said"
3. "Wrong Man"
4. "Ted the Mechanic"
5. "Livin' Wreck"
6. "Rapture of the Deep"
7. "Back to Back" lub "Mary Long"
8. "Before Time Began"
9. "Contact Lost"
10. Guitar Solo
11. "The Well Dressed Guitar"
12. "Lazy"
13. Keyboard Solo
14. "Perfect Strangers"
15. "Junkyard Blues"
16. "Kiss Tommorrow Goodbye"
17. "Space Truckin'"
18. "Highway Star"
19. "Smoke on the Water"

Bisy:
1. "Speed King" lub "Hush" (w oba utwory Ian Paice wplatał perkusyjne solo)
2. Bass Solo/"Black Night"

### Późne koncerty w 2006 i początek 2007
1. "Pictures of Home"
2. "Things I Never Said"
3. "Strange Kind of Woman"
4. "Rapture of the Deep"
5. "Wrong Man"
6. Guitar Solo
7. "The Well-Dressed Guitar"
8. "Kiss Tomorrow Goodbye"
9. "When a Blind Man Cries"
10. "Lazy"
11. Keyboard Solo
12. "Perfect Strangers"
13. "Space Truckin'"
14. "Highway Star"
15. "Smoke on the Water"

Bisy:
1. "Hush" lub "Speed King" lub Drum Solo Iana Paice’a
2. "Too Much Fun" (2006 – Montreux Jazz Festival, Wiesen, Milton Keynes Bowl, Lichtenvoorde, Grefrath i Trento)
3. Bass Solo/"Black Night"

### Koncert w Bengaluru (17 grudnia 2006)
1. "Pictures of Home"
2. "Things I Never Said"
3. "Into the Fire"
4. "Strange Kind of Woman"
5. "Rapture of the Deep"
6. "Fireball"
7. "Wrong Man"
8. "Contact Lost
9. Drum Solo
10. "The Well-Dressed Guitar"
11. "When a Blind Man Cries"
12. "Lazy"
13. Keyboard Solo
14. "Perfect Strangers"
15. "Space Truckin'"
16. "Highway Star"
17. "Smoke on the Water"

Bisy:
1. "Hush"
2. Bass Solo
3. "Black Night"

### Przełom 2007 i 2008
1. "Pictures of Home"
2. "Things I Never Said"
3. "Into the Fire"
4. "Strange Kind of Woman"
5. "Rapture of the Deep"
6. "Mary Long"
7. "Kiss Tomorrow Goodbye"
8. "Contact Lost"
9. Guitar Solo
10. "The Well-Dressed Guitar"
11. "The Battle Rages On"
12. "Lazy"
13. "Loosen My Strings"
14. Keyboard Solo
15. "Perfect Strangers"
16. "Space Truckin'"
17. "Highway Star"
18. "Smoke on the Water"

Bisy:
1. "Hush"/Drum Solo
2. Bass Solo/"Black Night"

### 2008
1. "Fireball"
2. "Into the Fire"
3. "Strange Kind of Woman"
4. "Rapture of the Deep"
5. "Kiss Tomorrow Goodbye"
6. "Contact Lost"
7. Guitar Solo
8. "The Well-Dressed Guitar"
9. "Knocking at Your Back Door" (rzadziej grane)
10. "Sometimes I Feel Like Screaming"
11. "Wring that Neck"
12. "The Battle Rages On"
13. Drum Solo
14. "Perfect Strangers"
15. "Space Truckin'"
16. "Highway Star"
17. "Smoke on the Water"

Bisy:
1. "Hush" lub "Speed King" lub solo perkusyjne Iana Paice’a
2. Bass Solo/"Black Night"

### 2009
1. "Highway Star"
2. "Things I Never Said"
3. "Into the Fire" lub "Wrong Man" lub "Not Responsible" lub "Maybe I'm a Leo" lub "Bloodsucker"
4. "Strange the Kind of Woman"
5. "Wasted Sunsets" (rzadziej grane)
6. "Rapture of the Deep"
7. "Fireball" lub "Mary Long" ("Woman from Tokyo" w Japonii)
8. "Contact Lost"
9. Guitar Solo
10. "Sometimes I Feel Like Screaming" lub "When a Blind Man Cries"
11. "The Well-Dressed Guitar"
12. "Wring that Neck"
13. "The Battle Rages On" lub "No One Came"
14. Keyboard Solo
15. "Perfect Strangers" lub "The Battle Rages On"
16. "Space Truckin'"
17. "Smoke on the Water"

Bisy:
1. "Speed King" (rzadziej grane)
2. "Green Onions" (tylko intro)/"Hush" (rzadziej solo perkusyjne w miejsce "Hush")
3. Bass Solo/"Black Night"

### 2010
1. "Higway Star lub "Hard Lovin' Man"
2. "Hard Lovin' Man" lub "Things I Never Said"
3. "Maybe I'm a Leo"
4. "Strange Kind of Woman"
5. "Rapture of the Deep"
6. "Fireball"
7. "Silver Tongue"
8. "Contact Lost"
9. Guitar Solo
10. "When a Blind Man Cries" lub "Sometimes I Feel Like Screaming"
11. "The Well-Dressed Guitar"
12. "Almost Human" 'lub "Mary Long" lub "Knocking at Your Backdoor"
13. "Lazy"
14. "No One Came"
15. Keyboard Solo
16. "Perfect Strangers"
17. "Space Truckin'"
18. "Smoke on the Water"

Bisy:
1. "Going Down" (intro)/"Hush" (czasem drum solo)
2. Bass Solo/"Black Night"
3. "Speed King"

### 2011
1. "Highway Star"
2. "Hard Lovin' Man"
3. "Maybe I'm a Leo"
4. "Strange Kind a Woman"
5. "Rapture of the Deep"
6. "Silver Tongue"
7. "Contact Lost"
8. Guitar Solo
9. "When a Blind Man Cries"
10. "The Well-Dressed Guitar"
11. "Almost Human"
12. "Lazy"
13. "No One Came"
14. Keyboard Solo
15. "Perfect Strangers"
16. "Space Truckin'"
17. "Smoke on the Water"

Bisy:
1. "Hush" lub Drum Solo
2. Bass Solo/"Black Night"

## Koncerty w 2006

### Zimowe koncerty w Europie
1. 17 stycznia 2006 – Londyn, Anglia – London Astoria
2. 19 stycznia 2006 – Lyon, Francja – Halle Tony Garnier
3. 21 stycznia 2006 – Madryt, Hiszpania – Plaza de Toros
4. 22 stycznia 2006 – Barcelona, Hiszpania – Vall dHebron
5. 24 stycznia 2006 – Paryż, Francja – Le Zénith
6. 25 stycznia 2006 – Bruksela, Belgia – Forest National
7. 26 stycznia 2006 – Amsterdam, Holandia – Heineken Music Hall
8. 28 stycznia 2006 – Kopenhaga, Dania – K.B. Hallen
9. 29 stycznia 2006 – Oslo, Norwegia – Oslo Spektrum
10. 31 stycznia 2006 – Jyväskylä, Finlandia – Icehall
11. 1 lutego 2006 – Helsinki, Finlandia – Helsinki Ice Hall
12. 2 lutego 2006 – Tallinn, Estonia – Saku Arena
13. 3 lutego 2006 – Wilno, Litwa – Siemens Arena
14. 6 lutego 2006 – Berlin, Niemcy – Max-Schmelling Halle
15. 7 lutego 2006 – Kilonia, Niemcy – Ostseehalle
16. 9 lutego 2006 – Norymberga, Niemcy – Nuremberg Arena
17. 10 lutego 2006 – Dortmund, Niemcy – Westfalenhallen
18. 11 lutego 2006 – Stuttgart, Niemcy – Hanns-Martin-Schleyer-Halle
19. 12 lutego 2006 – Erfurt, Niemcy – Messehalle
20. 14 lutego 2006 – Trewir, Niemcy – Trier Arena
21. 15 lutego 2006 – Wetzlar, Niemcy – Mitellhessen Arena
22. 17 lutego 2006 – Mannheim, Niemcy – SAP Arena
23. 18 lutego 2006 – Monachium, Niemcy – Olympiahalle
24. 19 lutego 2006 – Zurych, Szwajcaria – Hallenstadion
25. 21 lutego 2006 – Linz, Austria – Intersportarena
26. 22 lutego 2006 – Brno, Czechy – Hala Rondo
27. 23 lutego 2006 – Liberec, Czechy – Tipsport Arena
28. 24 lutego 2006 – Katowice, Polska – Spodek
29. 26 lutego 2006 – Budapeszt, Węgry – Papp László Budapest Sportaréna
30. 27 lutego 2006 – Belgrad, Serbia – Belgrade Fair
31. 1 marca 2006 – Rzym, Włochy – Tendastricie
32. 2 marca 2006 – Mediolan, Włochy – Palalido

### Ameryka Południowa – część 1
1. 24 marca 2006 – Buenos Aires, Argentyna – Luna Park
2. 26 marca 2006 – Santiago, Chile – Cristal en Vivo Festival

### Oceania
1. 26 kwietnia 2006 – Wellington, Nowa Zelandia – Wellington Convention Centre
2. 27 kwietnia 2006 – Auckland, Nowa Zelandia – Logan Campbell Centre
3. 29 kwietnia 2006 – St Kilda, Australia – Palais Theatre
4. 30 kwietnia 2006 – St Kilda, Australia – Palais Theatre
5. 1 maja 2006 – Torrensville, Australia – Thebarton Theatre
6. 3 maja 2006 – Mount Claremont, Australia – Challenge Stadium
7. 7 maja 2006 – South Brisbane, Australia – Brisbane Convention & Exhibition Centre
8. 9 maja 2006 – Sydney, Australia – Hordern Pavillion
9. 10 maja 2006 – Sydney, Australia – Hordern Pavillion
10. 12 maja 2006 – Wollongong, Australia – Wollongong Entertainment Centre
11. 13 maja 2006 – Newcastle, Australia – Newcastle Entertainment Centre
12. 14 maja 2006 – Canberra, Australia – Royal Theatre

### Japonia
1. 17 maja 2006 – Fukuoka, Mielparque Hall
2. 18 maja 2006 – Osaka, Kosei Nenkin Hall
3. 19 maja 2006 – Nagoja, Shi Kokaido
4. 21 maja 2006 – Tokio, Shibuya-AX
5. 22 maja 2006 – Tokio, Tokyo International Forum

### Letnie koncerty w Europie
1. 3 czerwca 2006 – Milton Keynes, Anglia – Milton Keynes Bowl
2. 5 czerwca 2006 – Rostock, Niemcy – Parkbühne IGA
3. 6 czerwca 2006 – Emden, Niemcy – Nordseehalle
4. 8 czerwca 2006 – Sölvesborg, Szwecja – Sweden Rock Festival
5. 9 czerwca 2006 – Lichtenvoorde, Holandia – Arrow Rock Festival
6. 10 czerwca 2006 – Middlefart, Dania – Rock Under Broen
7. 12 czerwca 2006 – Grefrath, Niemcy – Eissporthalle
8. 13 czerwca 2006 – Osnabrück, Niemcy – Osnabrück Stadthalle
9. 15 czerwca 2006 – Bonn, Niemcy – Kunsthalle i Ausstellungshalle (dwa koncerty)
10. 16 czerwca 2006 – Bad Brückenau, Niemcy – Staatsbad i Kurpark (dwa koncerty)
11. 17 czerwca 2006 – Gräfenhainichen, Niemcy – Ferropolis
12. 21 czerwca 2006 – Tromsø, Norwegia – Polarhallen
13. 22 czerwca 2006 – Bodø, Norwegia – Bodø Kulturhus
14. 23 czerwca 2006 – Hell, Norwegia – Hell Music Festival
15. 24 czerwca 2006 – Bergen, Norwegia – Koengen
16. 6 lipca 2006 – Innsbruck, Austria – Hafen
17. 7 lipca 2006 – Trydent, Włochy – Stadio Bramascio
18. 8 lipca 2006 – Wiesen, Austria – Festivalgelände
19. 10 lipca 2006 – Cattolica, Włochy – Arena della Regina
20. 11 lipca 2006 – Latina, Włochy – Francioni Stadium
21. 12 lipca 2006 – Brescia, Włochy – Piazza del Duomo
22. 14 lipca 2006 – Zottegem, Belgia – Rock Zottegem
23. 15 lipca 2006 – Montreux, Szwajcaria – Montreux Jazz Festival
24. 17 lipca 2006 – Monte Carlo, Monako – Sporting Club
25. 18 lipca 2006 – Monte Carlo, Monako – Sporting Club
26. 20 lipca 2006 – Saragossa, Hiszpania – Pabellón Principe Felipe (odwołany z powodu ulewnego deszczu)
27. 22 lipca 2006 – Faro, Portugalia – Concenctração Motard de Faro
28. 24 lipca 2006 – Ateny, Grecja – Melina Merkouri Theatre

### Jesienne koncerty w Europie
1. 3 października 2006 – Salzburg, Austria – Salzburg Arena
2. 4 października 2006 – Bratysława, Słowacja – Incheba Hall
3. 5 października 2006 – Lublana, Słowenia – Tivoli Hall
4. 7 października 2006 – Koszyce, Słowacja – Stell Arena
5. 8 października 2006 – Ostrawa, Czechy – ČEZ Aréna
6. 9 października 2006 – Warszawa, Polska – Hala Torwar
7. 11 października 2006 – Kijów, Ukraina – Palace of Sports
8. 13 października 2006 – Ałmaty, Kazachstan – Palace of the Republic
9. 14 października 2006 – Ałmaty, Kazachstan – Palace of the Republic
10. 16 października 2006 – Jekaterynburg, Rosja – Kosmos Concert Hall
11. 18 października 2006 – Kazań, Rosja – Palace of Sports
12. 19 października 2006 – Moskwa, Rosja – Olympic Stadium
13. 20 października 2006 – Sankt Petersburg, Rosja – Ice Palace
14. 4 listopada 2006 – Lille, Francja – Zenith de Lille
15. 5 listopada 2006 – Caen, Francja – Zenith de Caen
16. 7 listopada 2006 – Amnéville, Francja – Le Galaxie
17. 8 listopada 2006 – Dijon, Francja – Zenith de Dijon
18. 9 listopada 2006 – Tuluza, Francja – Zenith de Toulouse
19. 11 listopada 2006 – Bruz, Francja – Musikhall
20. 12 listopada 2006 – Clermont-Ferrand, Francja – Zenith d’Auvergne
21. 13 listopada 2006 – Nicea, Francja – Palais Nikaia
22. 14 listopada 2006 – Marsylia, Francja – Le Dome

### Ameryka Południowa – część 2
1. 23 listopada 2006 – Montevideo, Urugwaj – Velodromo
2. 25 listopada 2006 – Porto Alegre, Brazylia – Gigantinho Arena
3. 26 listopada 2006 – Kurytyba, Brazylia – Master Hall
4. 28 listopada 2006 – São Paulo, Brazylia – Tom Brasil
5. 29 listopada 2006 – São Paulo, Brazylia – Tom Brasil
6. 1 grudnia 2006 – Rio de Janeiro, Brazylia – Rio Centro
7. 2 grudnia 2006 – Vitória, Brazylia – Praza do Papa
8. 3 grudnia 2006 – Belo Horizonte, Brazylia – Chevrolet Hall
9. 5 grudnia 2006 – Rosario, Argentyna – Estadio Cubierto Newell’s Old Boys
10. 6 grudnia 2006 – Córdoba, Argentyna – Estadio General Paz Juniors
11. 7 grudnia 2006 – Buenos Aires, Argentyna – Arena Obras Sanitarias
12. 9 grudnia 2006 – Viña del Mar, Chile – Quinta Vergara

### Indie
1. 17 grudnia 2006 – Bengaluru, Indie – Katedra w Bengaluru

## Koncerty w 2007

### Europa – część 1
1. 4 marca 2007 – Tirana, Albania – Congress Palace
2. 7 marca 2007 – Parma, Włochy – PalaRaschi
3. 9 marca 2007 – Palermo, Włochy – Palasport
4. 10 marca 2007 – Acireale, Włochy – PalaTupparello
5. 12 marca 2007 – Reggio di Calabria, Włochy – PalaCalafiore
6. 13 marca 2007 – Andria, Włochy – Palasport
7. 16 marca 2007 – Reims, Francja – Parc Expo
8. 17 marca 2007 – Tours, Francja – Grand Hall de Tours
9. 19 marca 2007 – Nantes, Francja – Zenith
10. 20 marca 2007 – Rouen, Francja – Zenith
11. 22 marca 2007 – La Rochelle, Francja – Parc Expo
12. 23 marca 2007 – Pau, Francja – Zenith
13. 25 marca 2007 – Strasburg, Francja – Festival Dubout w Elispace
14. 28 marca 2007 – Bordeaux, Francja – Patinoire
15. 29 marca 2007 – Saint-Étienne, Francja – Palais Des Spectacle
16. 30 marca 2007 – Grenoble, Francja – Palais Des Spectacle
17. 31 marca 2007 – Limoges, Francja – Zenith
18. 21 kwietnia 2007 – Newcastle, Anglia – Metro Radio Arena
19. 22 kwietnia 2007 – Manchester, Anglia – Manchester Evening News Arena
20. 24 kwietnia 2007 – Nottingham, Anglia – Nottingham Arena
21. 25 kwietnia 2007 – Cardiff, Walia – CIA Arena
22. 27 kwietnia 2007 – Bournemouth, Anglia – Windsor Hall
23. 28 kwietnia 2007 – Londyn, Anglia – Wembley Arena
24. 29 kwietnia 2007 – Brighton, Anglia – Brighton Centre
25. 1 maja 2007 – Glasgow, Szkocja – Clyde Auditorium
26. 2 maja 2007 – Sheffield, Anglia – Hallam FM Arena
27. 3 maja 2007 – Birmingham, Anglia – National Exhibition Centre
28. 5 maja 2007 – Genua, Włochy – Palasport
29. 7 maja 2007 – Auxerre, Francja – Parc Expo
30. 8 maja 2007 – Montpellier, Francja – Zenith Sud
31. 9 maja 2007 – Nancy, Francja – Zenith
32. 11 maja 2007 – Zurych, Szwajcaria – Hallenstadion
33. 12 maja 2007 – Genewa, Włochy – Genova Arena
34. 16 maja 2007 – Sandnes, Norwegia – Classic Rock Festival
35. 18 maja 2007 – Antwerpia, Belgia – Lotto Arena
36. 19 maja 2007 – Hellendoorn, Holandia – Dauwpop
37. 20 maja 2007 – Luksemburg, Rockhal
38. 23 maja 2007 – Helsinki, Finlandia – Jäähalli
39. 24 maja 2007 – Joensuu, Finlandia – Areena
40. 26 maja 2007 – Jelling, Dania – Jelling Festival
41. 27 maja 2007 – Reykjavík, Islandia – Laugardshöll

Na koncertach od 21 kwietnia do 3 maja Deep Purple towarzyszyli Thin Lizzy i Styx.

### Ameryka Północna
1. 12 lipca 2007 – Atlanta, Georgia, USA – Chastain Park Amphithatre
2. 13 lipca 2007 – Orlando, Floryda, USA – House of Blues
3. 14 lipca 2007 – Boca Raton, Floryda, USA – Pompano Beach Amphitheatre
4. 15 lipca 2007 – Clearwater, Floryda, USA – Ruth Eckerd Hall
5. 18 lipca 2007 – South Bend, Indiana, USA – Morris Civic Performing Arts Center
6. 19 lipca 2007 – Cadott, Wisconsin, USA – Rock Fest
7. 21 lipca 2007 – Farwell, Michigan, USA – Mountain Rock Music Festival
8. 22 lipca 2007 – Chicago, Illinois, USA – House of Blues
9. 23 lipca 2007 – Chicago, Illinois, USA – House of Blues
10. 24 lipca 2007 – St. Louis, Missouri, USA – The Pageant
11. 26 lipca 2007 – London, Kanada – Hawk Rocks the Park
12. 27 lipca 2007 – Clarkston, Michigan, USA – DTE Energy Music Theatre
13. 28 lipca 2007 – Montreal, Kanada – Bell Centre
14. 29 lipca 2007 – Quebec, Kanada – Pavillion de la Jeunesse
15. 31 lipca 2007 – Boston, Massachusetts, USA – Bank of America Pavillion
16. 2 sierpnia 2007 – Wallingford, Connecticut, USA – Chevrolet Theatre
17. 4 sierpnia 2007 – Atlantic City, New Jersey, USA – House of Blues
18. 7 sierpnia 2007 – Nowy Jork, Nowy Jork, USA – Radio City Music Hall
19. 8 sierpnia 2007 – Hampton Beach, New Hampshire, USA – Hampton Beach Casino Ballroom
20. 9 sierpnia 2007 – Bethlehem, Pensylwania, USA – Musikfest with John Kay & Steppenwolf
21. 12 sierpnia 2007 – Costa Mesa, Kalifornia, USA – Pacific Amphitheatre
22. 13 sierpnia 2007 – Ventura, Kalifornia, USA – Ventura Theater
23. 15 sierpnia 2007 – San Francisco, Kalifornia, USA – The Warfield
24. 16 sierpnia 2007 – San Diego, Kalifornia, USA – 4th & B Concert Theater
25. 17 sierpnia 2007 – Phoenix, Arizona, USA – Maricopa Events Center
26. 18 sierpnia 2007 – Paradise, Nevada, USA – The Joint/Hard Rock Hotel
27. 21 sierpnia 2007 – Denver, Kolorado, USA – Fillmore Auditorium
28. 23 sierpnia 2007 – San Antonio, Teksas, USA – Majestic Theater
29. 24 sierpnia 2007 – Houston, Teksas, USA – Verizon Wireless Theater
30. 25 sierpnia 2007 – Dallas, Teksas, USA – House of Blues

### Europa – część 2
1. 31 października 2007 – Bukareszt, Rumunia – Stadion Narodowy
2. 1 listopada 2007 – Sofia, Bułgaria – Festivalna Hall
3. 3 listopada 2007 – Sarajewo, Bośnia i Hercegowina – Olympic Hall Zetra
4. 4 listopada 2007 – Split, Chorwacja – Split Sporthall
5. 6 listopada 2007 – Budapeszt, Węgry – Papp László Budapest Sportaréna
6. 8 listopada 2007 – Graz, Austria – Eishalle
7. 9 listopada 2007 – Pordenone, Włochy – Palasport Forum
8. 10 listopada 2007 – Mantua, Włochy – PalaBam
9. 12 listopada 2007 – Varese, Włochy – PalaWhirlpool
10. 14 listopada 2007 – Châteauroux, Francja – Le Tarmac
11. 15 listopada 2007 – Tulon, Francja – Zenith
12. 16 listopada 2007 – Perpignan, Francja – Parc des Expos
13. 18 listopada 2007 – Paryż, Francja – Paris Olympia
14. 19 listopada 2007 – Liège, Belgia – Country Hall
15. 21 listopada 2007 – Hawr, Francja – Docks Oceane
16. 22 listopada 2007 – Angers, Francja – Amphitea 4000
17. 23 listopada 2007 – Brest, Francja – Parc de Penfeld
18. 25 listopada 2007 – Le Mans, Francja – Antarés
19. 26 listopada 2007 – Orlean, Francja – Zenith
20. 27 listopada 2007 – Angoulême, Francja – Espace Carat
21. 28 listopada 2007 – Besançon, Francja – Micropolis

## Koncerty w 2008

### Meksyk
1. 14 lutego 2008 – Monterrey, Meksyk – Monterrey Arena
2. 16 lutego 2008 – Meksyk, Meksyk – Plaza de Toros
3. 17 lutego 2008 – Guadalajara, Meksyk – Plaza de Toros

### Ameryka Południowa
1. 20 lutego 2008 – Lima, Peru – nieznane miejsce koncertu
2. 22 lutego 2008 – Rio de Janeiro, Brazylia – Citibank Hall
3. 23 lutego 2008 – Kurytyba, Brazylia – Helooch
4. 24 lutego 2008 – São Paulo, Brazylia – Credicard Hall
5. 26 lutego 2008 – Buenos Aires, Argentyna – Luna Park
6. 28 lutego 2008 – Concepción, Chile – Estadio Municipal de Concepción (Deep Purple towarzyszył Peter Ron)
7. 1 marca 2008 – Santiago, Chile – Teatro Caupolicán
8. 2 marca 2008 – Buenos Aires, Argentyna – Luna Park
9. 6 marca 2008 – Quito, Ekwador – Luna Park
10. 8 marca 2008 – Caracas, Wenezuela – Anfiteatro del Centro Sambil

### Europa – część 1
Pierwszy koncert tej części trasy miała się rozpocząć 11 lipca, jednak zaplanowany na ten dzień festiwal Monsters of Rock w Saragossie, na którym miał wystąpić Deep Purple, został odwołany z powodu ulewnego deszczu.
1. 12 lipca 2008 – Pistoia, Włochy – Duomo Square
2. 13 lipca 2008 – Turyn, Włochy – Colonia Sonora Open Air
3. 15 lipca 2008 – Mediolan, Włochy – Teatro Smeraldo
4. 16 lipca 2008 – Mediolan, Włochy – Teatro Smeraldo
5. 18 lipca 2008 – Werona, Włochy – Castello de Villafranca
6. 19 lipca 2008 – Montreux, Szwajcaria – Montreux Jazz Festival
7. 20 lipca 2008 – Carcassonne, Francja – Festival de la Cite de Carcassonne
8. 22 lipca 2008 – Patrimonio, Francja – Les Nuits de la Guitare
9. 26 lipca 2008 – Kolonia, Niemcy – Zweite Classic Rocknacht
10. 27 lipca 2008 – Tienen, Belgia – Suikerrock
11. 30 lipca 2008 – Londyn, Anglia – British Motorshow & Music Festival
12. 1 sierpnia 2008 – Siegen, Niemcy – Siegerlandhalle
13. 2 sierpnia 2008 – Ravensburg, Niemcy – festiwal Magic Night of Rock, Oberschwabenhalle
14. 3 sierpnia 2008 – Benediktbeuern, Niemcy – festiwal Magic Night of Rock, Kloster
15. 6 sierpnia 2008 – Kopenhaga, Dania – K.B. Hallen
16. 8 sierpnia 2008 – Linköping, Szwecja – Cloetta Center
17. 9 sierpnia 2008 – Ystad, Szwecja – Öja Slott
18. 10 sierpnia 2008 – Odense, Dania – Arena Fyn
19. 12 sierpnia 2008 – Helsinki, Finlandia – Jäähalli (z Nazareth)
20. 13 sierpnia 2008 – Kuopio, Finlandia – Kuopio Arena (z Nazareth)
21. 15 sierpnia 2008 – Steinkjer, Norwegia – Guldbergaunet Stadion (festiwal Steinkjer Rock)
22. 17 sierpnia 2008 – Tallinn, Estonia – Saku Suurhall Arena
23. 18 sierpnia 2008 – Ryga, Łotwa – Arena Riga
24. 5 września 2008 – Chanty-Mansyjsk, Rosja – Plac Miejski

### Izrael
1. 8 września 2008 – Cezarea, Caesarea Amphitheater
2. 9 września 2008 – Tel Awiw, Hangar 11
3. 17 września 2008 – Cezarea, Caesarea Amphitheater
4. 18 września 2008 – Cezarea, Caesarea Amphitheater

Pierwszy koncert w Cezarei był planowany na 7 września, zastąpił go koncert 17 września.

### Europa – część 2
Miejsca koncertów w Rosji i na Ukrainie są nieznane.
1. 12 października 2008 – Dniepropietrowsk, Ukraina
2. 13 października 2008 – Odessa, Ukraina
3. 15 października 2008 – Kijów, Ukraina
4. 17 października 2008 – Czerkasy, Ukraina
5. 19 października 2008 – Rostów nad Donem, Rosja
6. 20 października 2008 – Woroneż, Rosja
7. 21 października 2008 – Niżny Nowogród, Rosja
8. 23 października 2008 – Nowosybirsk, Rosja
9. 24 października 2008 – Perm, Rosja
10. 25 października 2008 – Kazań, Rosja
11. 27 października 2008 – Moskwa, Rosja
12. 28 października 2008 – Sankt Petersburg, Rosja
13. 31 października 2008 – Lipsk, Niemcy – Arena Leipzig
14. 1 listopada 2008 – Hanower, Niemcy – AWD Hall
15. 2 listopada 2008 – Kassel, Niemcy – Eissporthalle
16. 4 listopada 2008 – Erfurt, Niemcy – Messehalle
17. 6 listopada 2008 – Kilonia, Niemcy – Sparkassen-Arena
18. 7 listopada 2008 – Frankfurt, Niemcy – Festhalle Frankfurt
19. 8 listopada 2008 – Stuttgart, Niemcy – Hanns-Martin-Schleyer-Halle
20. 11 listopada 2008 – Berlin, Niemcy – Max-Schmelling Halle
21. 13 listopada 2008 – Oberhausen, Niemcy – König Pilsener Arena
22. 14 listopada 2008 – Karlsruhe, Niemcy – Europahalle
23. 15 listopada 2008 – Monachium, Niemcy – Olympiahalle
24. 17 listopada 2008 – Bamberg, Niemcy – Jako Arena
25. 18 listopada 2008 – Bazylea, Szwajcaria – St. Jakobshalle

## Koncerty w 2009

### Czechy
1. 18 lutego 2009 – Liberec, Tipsport Arena

### Ameryka Południowa
1. 20 lutego 2009 – Buenos Aires, Argentyna – Luna Park
2. 21 lutego 2009 – Córdoba, Argentyna – Cosquin Rock (Festival de Moñtana)
3. 22 lutego 2009 – Buenos Aires, Argentyna – Luna Parl
4. 24 lutego 2009 – Puerto Montt, Chile – Arena Puerto Monnt
5. 28 lutego 2009 – Antofagasta, Chile – Club Hipico
6. 2 marca 2009 – Porto Alegre, Brazylia – Teatro do Borbon Country
7. 3 marca 2009 – Porto Alegre, Brazylia – Teatro do Borbon Country
8. 5 marca 2009 – Florianópolis, Brazylia – Floripa Music Hall
9. 6 marca 2009 – São Paulo, Brazylia – Via Funchal
10. 7 marca 2009 – São Paulo, Brazylia – Via Funchal

### Bliski Wschód
1. 20 marca 2009 – Dubaj, Zjednoczone Emiraty Arabskie – Dubai Bike Week 2009

### Japonia (z udziałemYngwiego Malmsteena)
1. 8 kwietnia 2009 – Tokio, Tokyo International Forum
2. 9 kwietnia 2009 – Nagoja, Zepp
3. 10 kwietnia 2009 – Hiroszima, Koseinenkin Kaikan
4. 12 kwietnia 2009 – Kanazawa, Kanko Kaikan
5. 13 kwietnia 2009 – Osaka, Koseinenkin Kaikan
6. 15 kwietnia 2009  Tokio, Tokyo International Forum

### Europa
1. 18 kwietnia 2009 – Moskwa, Rosja – B1 Maximum
2. 19 kwietnia 2009 – Moskwa, Rosja – B1 Maximum
3. 1 maja 2009 – Wrocław, Polska – Pola Marsowe
4. 2 maja 2009 – Ostrawa, Czechy – ČEZ Aréna
5. 3 maja 2009 – Bratysława, Słowacja – NTC
6. 4 maja 2009 – Praga, Czechy – Tesla Arena
7. 10 czerwca 2009 – Dortmund, Niemcy – Westfalenhalle
8. 12 czerwca 2009 – Oberhof, Niemcy – Rennsteig Arena
9. 13 czerwca 2009 – Mühldorf, Niemcy – Trabrennbahn (z udziałem Status Quo)
10. 9 lipca 2009 – Locarno, Szwajcaria – Moon and Stars Festival
11. 10 lipca 2009 – Wiesen, Austria – Lovely Days Festival, Festivalgelände
12. 11 lipca 2009 – Lakselv, Norwegia – Midtnattsrocken Festival
13. 13 lipca 2009 – Kopenhaga, Dania – KB Hallen
14. 14 lipca 2009 – Västerås, Szwecja – Bombardier Arena
15. 15 lipca 2009 – Göteborg, Szwecja – Trädgårdsföreningen
16. 17 lipca 2009 – Kotka, Finlandia – Kotkan Meripäivät Festival
17. 18 lipca 2009 – Tampere, Finlandia – Tamperen Jäähalli
18. 20 lipca 2009 – Stambuł, Turcja – Turkcell Kuruçeşme Arena
19. 22 lipca 2009 – Ateny, Grecja – Terra Vibe Park
20. 23 lipca 2009 – Saloniki, Grecja – Moni Lazariston
21. 25 lipca 2009 – Baalbek, Liban – Baalbek International Festival
22. 28 sierpnia 2009 – Arbon, Szwajcaria – nieznane miejsce koncertu
23. 29 sierpnia 2009 – Konstancja, Niemcy – Bodenseestadion
24. 30 sierpnia 2009 – Mediolan, Włochy – 1 Day Milano Urban Festival
25. 31 sierpnia 2009 – Rho, Włochy – I-Day Festival
26. 11 września 2009 – Le Noirmont, Szwajcaria – nieznane miejsce koncertu
27. 12 września 2009 – Paryż, Francja – La Courneve
28. 14 września 2009 – Barcelona, Hiszpania – nieznane miejsce koncertu
29. 15 września 2009 – Madryt, Hiszpania – nieznane miejsce koncertu
30. 18 września 2009 – Soczi, Rosja – nieznane miejsce koncertu
31. 10 listopada 2009 – Manchester, Anglia – Manchester Apollo
32. 11 listopada 2009 – Glasgow, Szkocja – Clyde Auditorium
33. 13 listopada 2009 – Birmingham, Anglia – LG Arena i The National Exhibiton Centre
34. 14 listopada 2009 – Londyn, Anglia – Hammersmith Apollo
35. 15 listopada 2009 – Londyn, Anglia – Hammersmith Apollo
36. 17 listopada 2009 – Amsterdam, Holandia – nieznane miejsce koncertu
37. 18 listopada 2009 – Antwerpia, Belgia – nieznane miejsce koncertu
38. 21 listopada 2009 – Aarhus, Dania – Scandinavian Congress Centre
39. 22 listopada 2009 – Oslo, Norwegia – nieznane miejsce koncertu
40. 24 listopada 2009 – Helsinki, Finlandia – nieznane miejsce koncertu
41. 25 listopada 2009 – Oulu, Finlandia – Club Teatria
42. 27 listopada 2009 – Jönköping, Szwecja – nieznane miejsce koncertu
43. 28 listopada 2009 – Leksand, Szwecja – nieznane miejsce koncertu
44. 1 grudnia 2009 – Amiens, Francja – Le Zénith
45. 2 grudnia 2009 – Nantes, Francja – Le Zénith
46. 3 grudnia 2009 – Toulouse, Francja – Le Dôme
47. 5 grudnia 2009 – Marsylia, Francja – Le Zénith
48. 7 grudnia 2009 – Chambéry, Francja – Le Phare
49. 8 grudnia 2009 – Montbeliard, Francja – L'Axone
50. 10 grudnia 2009 – Bolzano, Włochy – Palaonda
51. 11 grudnia 2009 – Wenecja, Włochy – Palasport Jesolo
52. 12 grudnia 2009 – Rzym, Włochy – PalaLottomatica
53. 14 grudnia 2009 – Perugia, Włochy – PalaEvangelisti
54. 15 grudnia 2009 – Mediolan, Włochy – Mediolanum Forum
55. 16 grudnia 2009 – Bolonia, Włochy – Paladozza

## Koncerty w 2010

### Meksyk
1. 5 kwietnia 2010 – Zacatecas, Meksyk – Festival Cultural de Zacatecas

### Australia (z udziałemElectric Mary)
1. 27 kwietnia 2010 – Brisbane, Brisbane Convention Centre
2. 28 kwietnia 2010 – Sydney, Sydney Entertainment Centre
3. 29 kwietnia 2010 – Newcastle, Newcastle Entertainment Centre
4. 1 maja 2010 – Canberra, Royal Theatre
5. 2 maja 2010 – Melbourne, Festival Hall
6. 3 maja 2010 – Adelaide, Adelaide Entertainment Centre
7. 5 maja 2010 – Perth, Challenge Stadium

### Azja
1. 8 maja 2010 – Tajpej, Tajwan – Nangang Exhibition Hall
2. 10 maja 2010 – Hongkong, AsiaWorld Expo
3. 12 maja 2010 – Singapur, Singapoore Indoor Stadium
4. 14 maja 2010 – Bangkok, Tajlandia – Thunder Dome
5. 16 maja 2010 – Kuala Lumpur, Malezja – Arena of Stars
6. 18 maja 2010 – Seul, Korea Południowa – Olympic Gymnasium
7. 21 maja 2010 – Władywostok, Rosja – FESCO-HALL
8. 22 maja 2010 – Chabarowsk, Rosja – Platinum Arena
9. 25 maja 2010 – Erywań, Armenia – Karen Demirchyan Complex

Na następnym etapie trasy w Afryce Południowej Deep Purple supportowali Uriah Heep i Wishbone Ash

### Afryka Południowa
1. 28 maja 2010 – Johannesburg, Coca-Cola Dome
2. 30 maja 2010 – Durban, Indoor Arena
3. 1 czerwca 2010 – Kapsztad, Grand Arena

### Europa
1. 4 czerwca 2010 – Budapeszt, Węgry – Star Garden Festival Open Air
2. 5 czerwca 2010 – Zagrzeb, Chorwacja – Dom Športova
3. 7 czerwca 2010 – Lublana, Słowenia – Križanke
4. 8 czerwca 2010 – Dornbirn, Austria – Dornbirner Messe
5. 9 czerwca 2010 – Crans-prés Céligny, Szwajcaria – Caribana Festival
6. 12 czerwca 2010 – Samara, Rosja – festiwal Rock nad Volgoi
7. 28 czerwca 2010 – Belfast, Irlandia Północna – St. George’s Market
8. 30 czerwca 2010 – Cork, Irlandia – Live at the Marquee
9. 3 lipca 2010 – Søndenborg, Dania – Mølleparken
10. 5 lipca 2010 – Turku, Finlandia – Turkuhalli
11. 8 lipca 2010 – Langesund, Norwegia – Krogshavn
12. 9 lipca 2010 – Sarpsborg, Norwegia – Kulåsparken
13. 10 lipca 2010 – Söderhamn, Szwecja – Rockweekend
14. 12 lipca 2010 – Argelés-sur-Mer, Francja – Parc del Valmy Festival les Deferlantes
15. 14 lipca 2010 – Lizbona, Portugalia – Coliseu dos Recreios
16. 17 lipca 2010 – Kordoba, Hiszpania – 30° Festival de la Guitarra de Cordoba
17. 18 lipca 2010 – Walencja, Hiszpania – Explanada Jardines Viveros
18. 21 lipca 2010 – Varese, Włochy – Stadio delle Azalee Gallarate
19. 22 lipca 2010 – Reggio Emilia, Włochy – Spazio Mirabello
20. 23 lipca 2010 – Arezzo, Włochy – Play Arezzo Art Festival
21. 25 lipca 2010 – Sogliano al Rubicone, Włochy – Piazza Mateoti
22. 26 lipca 2010 – Pescara, Włochy – Stadio Adriatico
23. 27 lipca 2010 – Brindisi, Włochy – Foro Boario Ostuni
24. 29 lipca 2010 – Mesyna, Włochy – Teatro Antico Taormina
25. 30 lipca 2010 – Palermo, Włochy – Gran Teatro Torre Rocella Campofelice di Rocella
26. 26 października 2010 – Praga, Czechy – Arena
27. 27 października 2010 – Ołomuniec, Czechy – Rocková Olomouc Zimní Stadion
28. 28 października 2010 – Rzeszów, Polska – Hala Podpromie
29. 30 października 2010 – Katowice, Polska – Spodek
30. 31 października 2010 – Wrocław, Polska – Hala Stulecia
31. 3 listopada 2010 – Marche-en-Famenne, Belgia – Wex-Wallonie Expo
32. 5 listopada 2010 – Lyon, Francja – La Halle Tony Garnier
33. 6 listopada 2010 – Montpellier, Francja – Zenith
34. 7 listopada 2010 – Bordeaux, Francja – Patinoire Meriadeck
35. 9 listopada 2010 – Rennes, Francja – Le Liberte
36. 10 listopada 2010 – Paryż, Francja – Zenith
37. 12 listopada 2010 – Huttwill, Szwajcaria – Nationales Sportscenter
38. 13 listopada 2010 – Trewir, Niemcy – Trier Arena
39. 14 listopada 2010 – Fryburg Bryzgowijski, Niemcy – Rothaus Arena
40. 16 listopada 2010 – Mannheim, Niemcy – SAP Arena
41. 18 listopada 2010 – Memmingen, Niemcy – Eissporthalle
42. 19 listopada 2010 – Monachium, Niemcy – Olympiahalle
43. 20 listopada 2010 – Norymberga, Niemcy – Nuremberg Arena
44. 22 listopada 2010 – Berlin, Niemcy – Max-Schmelling Halle
45. 23 listopada 2010 – Rostock, Niemcy – Rostock Stadthalle
46. 24 listopada 2010 – Brunszwik, Niemcy – Volkswagenhalle
47. 26 listopada 2010 – Oldenburg, Niemcy – Weser-Ems-Halle
48. 27 listopada 2010 – Hamburg, Niemcy – Hamburg Sporthalle
49. 28 listopada 2010 – Essen, Niemcy – Grugahalle
50. 30 listopada 2010 – Stuttgart, Niemcy – Schleyerhalle
51. 1 grudnia 2010 – Strasburg, Francja – Zénith Europe
52. 2 grudnia 2010 – Dijon, Francja – Zénith
53. 4 grudnia 2010 – Troyes, Francja – Le Cube Parc des Expos
54. 5 grudnia 2010 – Rouen, Francja – Zénith
55. 6 grudnia 2010 – Lanester, Francja – Parc des Expositions Lorient
56. 8 grudnia 2010 – Tulon, Francja – Zénith Omega
57. 10 grudnia 2010 – Limoges, Francja – Zénith
58. 12 grudnia 2010 – Tours, Francja – Parc des Expositions Grand Hall
59. 13 grudnia 2010 – Lille, Francja – Zénith de Lille

## Koncerty w 2011

### Meksyk
1. 22 lutego 2011 – Meksyk, Mexico DF Auditorio Nacional
2. 23 lutego 2011 – Meksyk, Mexico DF Auditorio Nacional
3. 24 lutego 2011 – Monterrey, Monterrey Arena
4. 27 lutego 2011 – Guadalajara, Guadalajara Auditorio Telmex

### Europa
1. 18 marca 2011 – Jekaterynburg, Rosja – DIVS Arena
2. 21 marca 2011 – Sankt Petersburg, Rosja – Ice Palace Saint Petersburg
3. 23 marca 2011 – Moskwa, Rosja – Olympic Stadium
4. 25 marca 2011 – Kijów, Ukraina – International Exhibition Center
5. 27 marca 2011 – Mińsk, Białoruś – Dvorets Sporta
6. 6 maja 2011 – Heraklion, Grecja – Pankritio Stadium
7. 8 maja 2011 – Nikozja, Cypr – Eleftheria Stadium
8. 14 maja 2011 – Cezarea, Izrael – Amfiteatr rzymski
9. 15 maja 2011 – Cezarea, Izrael – Amfiteatr rzymski
10. 18 maja 2011 – Stambuł, Turcja – Macka Kucukciftlik
11. 20 maja 2011 – Ateny, Grecja – Hellinikon Basketball Arena
12. 21 maja 2011 – Patras, Grecja – Pampeloponnisako Stadium
13. 23 maja 2011 – Saloniki, Grecja – P.A.O.K. Sports Arena
14. 25 maja 2011 – Janina, Grecja – Zamek w Kaninie

## Artyści supportujący Deep Purple
- The Answer
- Thin Lizzy
- Styx
- Edgar Winter
- Steppenwolf
- Blue Öyster Cult
- Hamadryad
- Alice Cooper
- Krypteria
- La Carga
- Yngwie Malmsteen
- Galeej Gurus
- Status Quo
- Uriah Heep
- Stella Maris
- Peter Ron
- Europe
- D-A-D
- The Milestones
- SBB
- The Crave
- Electric Mary
- Marillion
- Phillip Sayce
- Puggy